# Emil Bratt
Jonas Emil Bratt, född 24 maj 1874 i Göteborg, död 2 maj 1948 i Göteborg, var en svensk köpman.
Han var son till handlande Johan Wilhelm Bratt (1842-1914) i Göteborg och Hilda Gabrielson. Sedan 1905 var han gift med Elin Lannergren, dotter till handlande A.W. Lannergren och Julia Wahlgren.
Han studerade vid Göteborgs realläroverk och vid Göteborgs handelsinstitut. Han var även delägare i firmorna J.W. Bratt och J.W. Bratt & Söner. Fram till 1920 innehade han vin- och spirituosafirman J.W. Bratt. Det året övertogs firman av Vin- och Spritcentralen.
Emil Bratt bodde på Viktoriagatan 15 i Göteborg.